# عرفان نظرآهاری
عرفان نظرآهاری (زاده ۱۷ مرداد ۱۳۵۳ در تهران)، نویسنده و شاعر اهل ایران است.

## زندگی
عرفان نظرآهاری دارای مدرک دکتری در رشته زبان و ادبیات فارسی است. کتاب‌های او به زبان انگلیسی، فرانسه، ترکی، کردی، عربی، ژاپنی، ایتالیایی، آلمانی، سوئدی، و هلندی … ترجمه شده‌است. وی تا کنون جوایز بسیاری را از آن خود کرده‌است، از جمله:جایزه ادبی پروین اعتصامی، جایزه کتاب سال جمهوری اسلامی ایران، جایزه کتاب فصل و نیز لوح افتخار دفتر بین‌المللی کتاب برای نسل جوان (ibby) در اسپانیا.
او یکی از نویسندگان کتاب «داستان صلح» است که در کره جنوبی به‌چاپ رسیده‌است. این داستان تاکنون به ۱۰ زبان ترجمه شده‌است و به صورت موسیقایی با آهنگ‌سازی محمد نصرتی منتشر شده‌است. این اثر موسیقایی مورد حمایت سازمان یونسکو قرار دارد.
نظرآهاری نگارش پنج عنوان کتاب پژوهشی در ادبیات فارسی با موضوع‌هایی همچون: عشق، قناعت، عدالت‌طلبی، ستم‌ستیزی، ارزش زندگی، مرگ و هستی را در پیشینهٔ خود دارد و آثار متعددی در حوزه ادبیات کودک و نوجوان از او منتشر شده‌است؛ از جمله: راز مرواریدهای شهرزاد، در سینه‌ات نهنگی می‌تپد، پیامبری از کنار خانه ما رد شد، لیلی نام تمام دختران زمین است، جوانمرد نام دیگر تو، من هشتمین آن هفت نفرم، دو روز مانده به پایان جهان، روی تخته سیاه جهان با گچ نور بنویس. او در سال ۲۰۰۱ برگزیده نخست کنگره شعر زنان شد و «پشت کوچه‌های ابر» اثر این نویسنده به‌عنوان برگزیده جشنواره کتاب کانون پرورش فکری کودکان و نوجوانان انتخاب شد. نظرآهاری هم‌اکنون به‌تدریس در دانشگاه‌ها و مراکز علمی و آموزشی مشغول است.

## آثار
| عنوان کتاب                         | سال انتشار |
| ---------------------------------- | ---------- |
| از روزهای سادگی                    | ۱۹۹۶       |
| پشت کوچه‌های ابر                    | ۱۹۹۷       |
| کوله پشتی ات کجاست؟                | ۲۰۰۲       |
| نامه‌های خط خطی                     | ۲۰۰۳       |
| لیلی نام تمام دختران زمین است      | ۲۰۰۴       |
| راز مرواریدهای شهرزاد              | ۲۰۰۴       |
| پیامبری از کنار خانه ما رد شد      | ۲۰۰۵       |
| هر قاصدکی یک پیامبر است            | ۲۰۰۵       |
| بالهایت را کجا جا گذاشتی؟          | ۲۰۰۵       |
| چای با طعم خدا                     | ۲۰۰۵       |
| در سینه ات نهنگی می‌تپد             | ۲۰۰۶       |
| جوانمرد نام دیگر تو                | ۲۰۰۷       |
| من هشتمین آن هفت نفرم              | ۲۰۰۷       |
| روی تخته سیاه جهان با گچ نور بنویس | ۲۰۰۷       |
| دو روز مانده به پایان جهان         | ۲۰۱۲       |
| من بیابان همسرم باد                | ۲۰۱۳       |
| چای با طعم خدا                     | ۱۳۸۴       |
| کرگدنها هم عاشق می‌شوند             | ۱۳۹۸       |
| مورچه را به خانه‌اش برگردان         | ۱۴۰۲       |
| سعدی بنوش                          | ۱۴۰۲       |